# Mimmi Bæivi
Mimmi Bæivi, née le 10 juin 1950 à Sørøysund (en), est une femme politique norvégienne membre du parti travailliste. Elle a été élue au storting pour le comté d'Akershus en 1993, puis réélue une fois. Elle a été membre du conseil municipal de Sørøysund (en) de 1979 à 1983.

## Source de la traduction
- (en) Cet article est partiellement ou en totalité issu de l’article de Wikipédia en anglais intitulé « Mimmi Bæivi » (voir la liste des auteurs).